# Pedro I de Hazart
Pedro I de Hazart (en francés: Pierre I de Hazart, latín: Petrus de Hasart, también Petrus de Hasar, Petrus de Asart, Petrus de Hasardo; fallecido después de 1195) fue el señor de Hazart (Azaz) en el Principado de Antioquía.
Fue el sucesor y probablemente el hijo de Tancredo de Hazart.
Es mencionado entre 1167 y 1195. Su heredero y sucesor fue Guillermo de Hazart.